# Skalnica trójpalczasta
Skalnica trójpalczasta (Saxifraga tridactylites L.) – gatunek rośliny z rodziny skalnicowatych.

## Rozmieszczenie
Występuje w niemal całej Europie (bez jej wschodnich i północnych krańców), północnej Afryce (od Maroka po Libię) i na Bliskim Wschodzie (od Turcji i Syrii po Iran i Turkmenistan). W Polsce dość częsta na niżu. 

## Morfologia

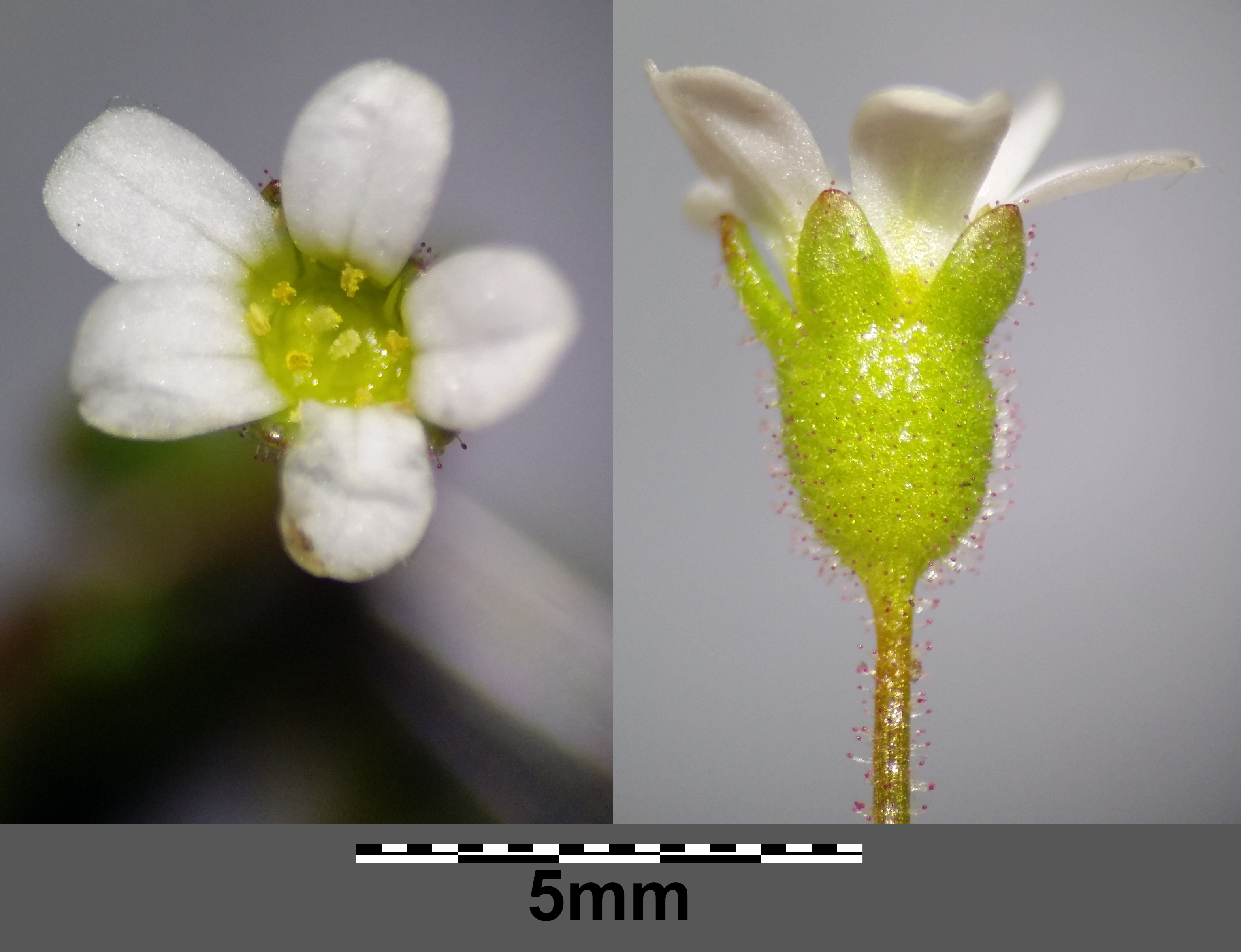
Kwiat

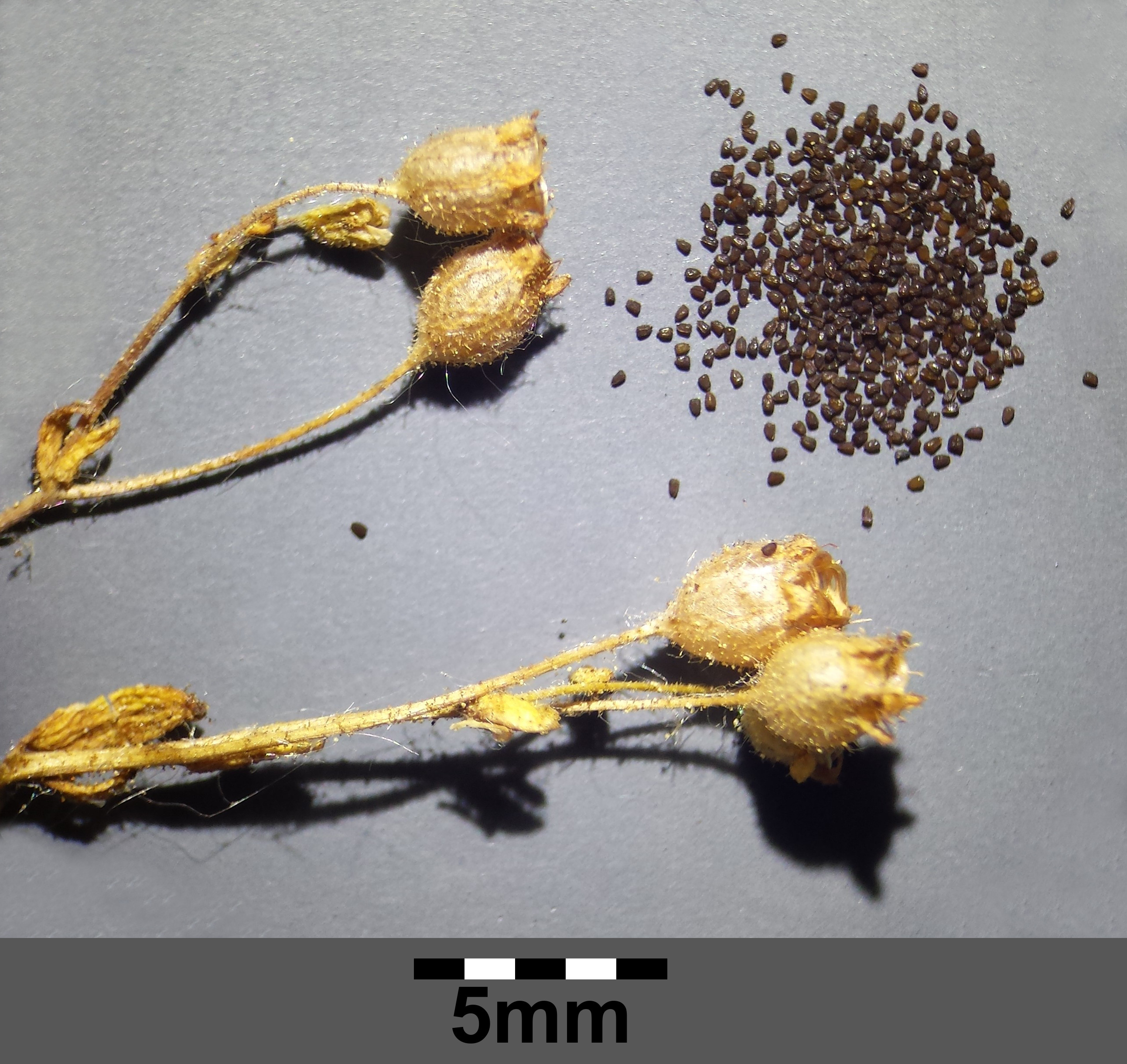
Owoce i nasiona

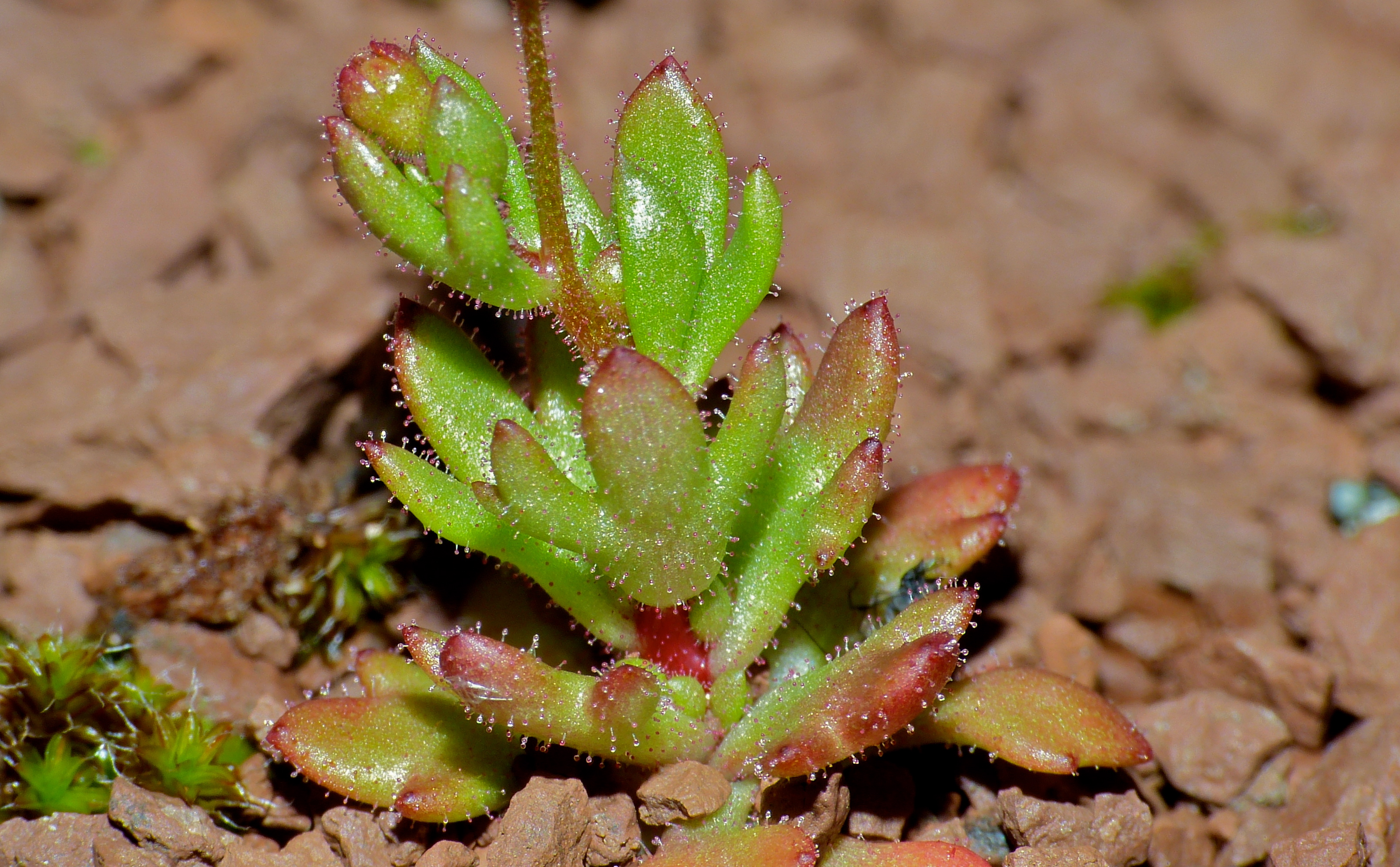
Liście

PokrójDługość 5-15 cm.
ŁodygaCienkie, pojedyncze lub słabo rozgałęzione pędy, przeważnie czerwone, pokryte gęstymi i lepkimi włoskami. Wysokość do 18 cm.
LiścieOdziomkowe, widoczne tylko przed kwitnieniem, w czasie kwitnienia usychające. W górnej części liście 3-klapowe, w dolnej łopatkowate.
KwiatyBiałe o długości 3 – 4 mm.

## Biologia i ekologia
Roślina jednoroczna. Kwitnie od marca do maja, czasami do czerwca. Siedlisko: suche szczeliny skalne, mury, wydmy, miejsca ilaste lub piaszczyste, drogi, nasypy z kruszywa. W Polsce przede wszystkim na niżu, niekiedy w niższych partiach gór. Roślina pochodząca z obszaru śródziemnomorskiego, wykorzystuje krótki okres opadów wiosennych, aby móc szybko wyrosnąć i zakwitnąć. W klasyfikacji zbiorowisk roślinnych gatunek charakterystyczny dla Cl. Festuco-Brometea.